# Claudia Mitchell
A ex-fuzileira estadunidense Claudia Mitchell é a primeira mulher biônica do mundo. Claudia, que  perdeu o braço esquerdo, num acidente de moto, ganhou um braço robótico controlado com a mente. O protótipo personalizado foi desenvolvido pelo Instituto de Reabilitação de Chicago, em agosto de 2006.